# Мёнджон (ван Чосона)
Мёнджон (кор. 명종, 明宗, Myeongjong; 22 мая 1534, Кёнбоккун — 28 июня 1567, Кёнбоккун) — 13-й ван корейского государства Чосон, правивший с 12 августа 1545 по 2 августа 1567 года. Имя — Хван (кор. 환, 峘, Hwan). Второе имя — Тэян.
Посмертные титулы — Конхон-тэван, Кёнхё-тэван.